# Glenn Branca
Glenn Branca (6. října 1948, Harrisburg, Pensylvánie, USA – 13. května 2018, New York, New York) byl americký avantgardní skladatel a kytarista. Na kytaru hrál od patnácti let a od té doby prošel množstvím kapel. Účastnil se i nejedné spolupráce na různých hudebních projektech. Spolupracoval např. Thurstonem Moorem a Lee Ranaldem ze Sonic Youth či z některými členy Swans.

## Diskografie
- Lesson #1 For Electric Guitar (99 Records, 1980)
- The Ascension (99 Records, 1981)
- Who Are You Staring At? with John Giorno (GPS, 1982)
- Chicago 82 - A Dip In The Lake (Crepuscule, 1983)
- Symphony #3 (Gloria) (Atavistic, 1983)
- Symphony #1 (Tonal Plexus) (ROIR, 1983)
- The Belly of an Architect [Soundtrack] (contribution)(Crepuscule, 1987)
- Symphony #6 (Devil Choirs At The Gates Of Heaven) (Atavistic, 1989)
- Symphony #2 (The Peak of the Sacred) (Atavistic, 1992)
- The World Upside Down (Crepuscule, 1992)
- The Mysteries (Symphonies #8 & #10) (Atavistic, 1994)
- Century XXI USA 2-Electric/Acoustic (New Tone, 1994)
- Symphony #9 (L'eve Future) (Point, 1995)
- Just Another Asshole (Atavistic, 1995)
- Songs '77-'79 (Atavistic, 1996)
- Symphony #5 (Describing Planes Of An Expanding Hypersphere) (Atavistic, 1999)
- Empty Blue (In Between, 2000)
- Renegade Heaven (Cantaloupe, 2000)
- The Mothman Prophecies [Soundtrack] (contribution)(Lakeshore Records, 2002)